# La Chassagne
La Chassagne är en kommun i departementet Jura i regionen Bourgogne-Franche-Comté i östra Frankrike. Kommunen ligger i kantonen Chaumergy som tillhör arrondissementet Lons-le-Saunier. År 2022 hade La Chassagne 103 invånare.

## Befolkningsutveckling
Antalet invånare i kommunen La Chassagne
Referens:INSEE